# بي 3 بي
بي 3 بي (بالإنجليزية: p3p)‏ (أختصاراً لـ: Platform for Privacy Preferences Project)، هو إحدى معايير أو مقاييس رابطة الشبكة العالمية ويهدف إلى السماح للمستخدمين بالسيطرة والتحكم والتعامل مع بياناتهم الشخصية لدى استخدامهم الإنترنت بحيث يضمن للمستخدم الاستعمال المرجو لمعلوماته الشخصية من قبل المواقع التي يزورها، أنلطق رسميا في 16 نيسان وتوقفت عام 2002.